# Bazylika San Piero a Grado
Bazylika San Piero a Grado lub Bazylika San Pietro Apostolo (pol. bazylika św. Piotra w Grado lub bazylika św. Piotra Apostoła) – zabytkowy rzymskokatolicki kościół w Pizie, znajdujący się w miejscu, gdzie według tradycji św. Piotr zszedł na ląd w drodze z Antiochii do Rzymu. Zbudowany na pozostałościach wczesnochrześcijańskich świątyń z IV i VII wieku n.e. Stanowi znaczący przykład lokalnego stylu romańskiego. Osobliwością kościoła są apsydy z obu jego stron – od wschodu (trzy) i od zachodu (jedna). We wnętrzu zwracają uwagę: cyborium, stojące w miejscu, gdzie według tradycji nauczał św. Piotr oraz cykl fresków przedstawiających sceny z jego życia i portrety papieży.
Świątynia nosi zwyczajowy tytuł bazyliki mniejszej.

## Historia
Kościół San Piero a Grado znajduje się w miejscu, gdzie według tradycji w 44 roku n.e. wyszedł na ląd św. Piotr, płynący z Antiochii do Rzymu. Pierwotnie kościół był położony nad brzegiem morza, w pobliżu ujścia rzeki Arno, które w ciągu wieków przesunęło się kierunku zachodnim. Z czasem w tym miejscu powstał ośrodek życia wspólnotowego. Prace wykopaliskowe z lat 1919–1920 i 1955–1965 ujawniły ślady dwóch wcześniejszych kościołów, z IV i VI–VII wieku. Bazylika wczesnochrześcijańska z IV wieku była celem pielgrzymek. Obecny kościół wzniesiono między X a XI wiekiem. W XIII wieku przy kościele działało kolegium kanoników, podporządkowane arcybiskupowi Pizy.

## Architektura

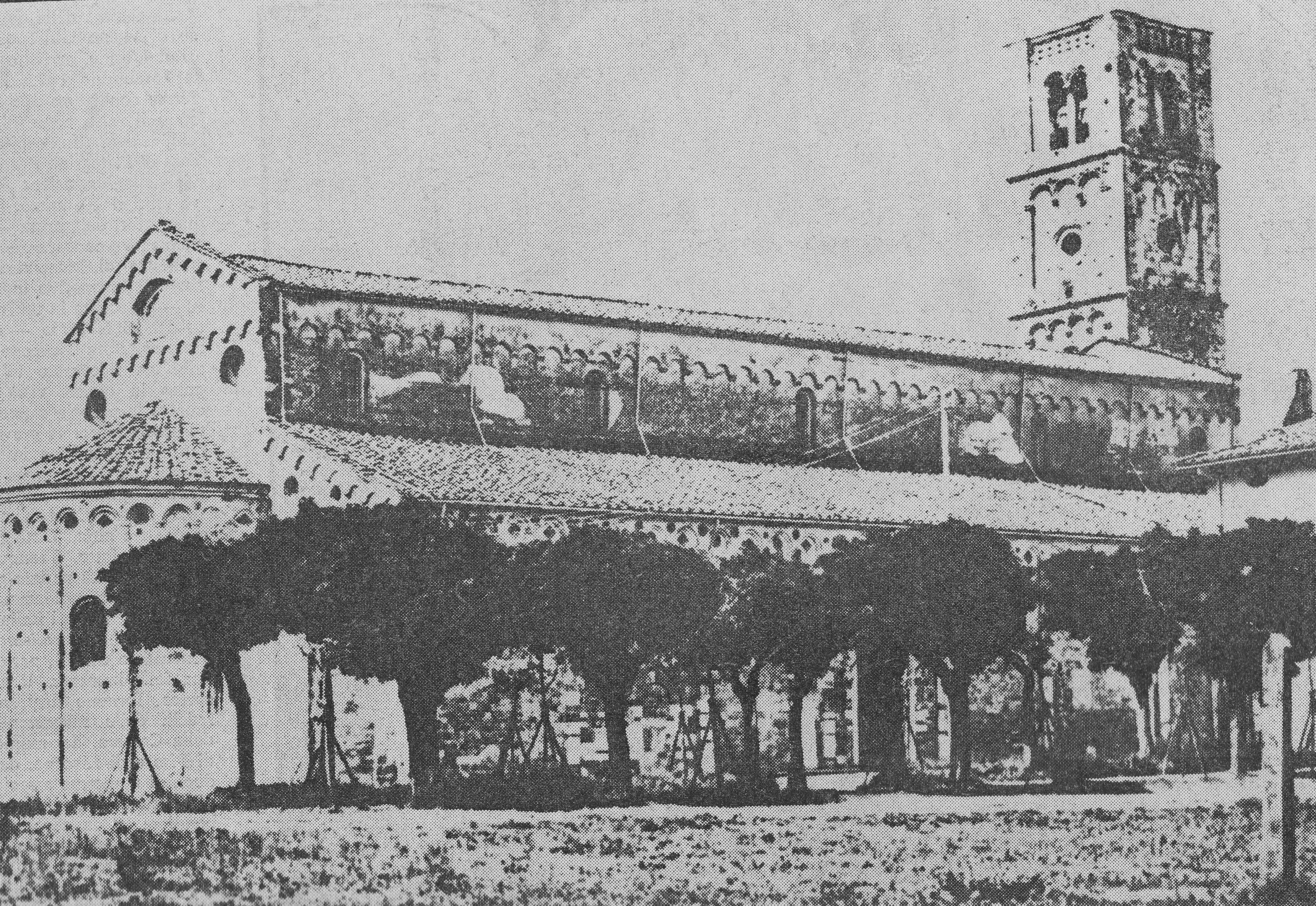
Bazylika i kampanila w latach 20. XX w.

Kościół San Piero a Grado został zbudowany z livorneńskiego tufu oraz z czarnego i białego marmuru z San Giuliano. Jest trzynawową bazyliką. Stanowi osobliwość architektoniczną, ponieważ z obu stron jest zamknięty apsydami. Od strony wschodniej kościół zamykają trzy półkoliste apsydy, udekorowane ślepymi arkadami, których podwójne łuki spoczywają na lizenach. Poniżej łuków znajdują się detale dekoracyjne w formie okrągłych wgłębień i rombów. Apsyda centralna została przepruta trzema otworami okiennymi, natomiast apsydy boczne – jednym. Wystrój absyd został powtórzony na ścianach naw bocznych. Wejście główne do kościoła prowadzi przez dwa proste, marmurowe portale, znajdujące się po lewej stronie. Kościół nie ma fasady zachodniej, ponieważ została ona zniszczona w XII wieku przez wylew Arno. Zamiast niej zbudowano jedną, dużą absydę. Nieopodal niej znajduje się podstawa masywnej kampanili, pochodzącej z końca XII wieku i zniszczonej 22 lipca 1944 roku przez wycofujące się wojska hitlerowskie. W 2009 roku podjęto rekonstrukcję kampanili, nawet jeśli nie będzie to rekonstrukcja kompletna.

### Wnętrze
Wnętrze świątyni cechuje splendor, właściwy wczesnym bazylikom chrześcijańskim. Dominantę stanowi tu wielki łuk tęczowy, oddzielający apsydę centralną od nawy głównej. Obfite oświetlenie wnętrza zapewniają również oculusy umieszczone ponad apsydami. W pobliżu apsydy zachodniej w miejscu, gdzie według tradycji nauczał św. Piotr, stoi cyborium. Według tejże tradycji św. Piotr miał być również budowniczym pierwszego na ziemi włoskiej ołtarza, który później konsekrował papież Klemens I. Poniżej cyborium widoczne są pozostałości apsydy bazyliki wczesnochrześcijańskiej, pochodzącej z VII wieku. Wnętrze podzielone jest na nawy poprzez rzędy arkad, których łuki wspierają się na kolumnach o kapitelach jońskich, korynckich i kompozytowych. Różnorodność kapiteli wzięła się stąd, iż kolumny pochodzą z wcześniejszych budowli romańskich. Łuki z kolei wskazują na dwie fazy budowy kościoła: tę wcześniejszą wyznaczają łuki mniejsze, znajdujące się bliżej części wschodniej kościoła, łuki większe natomiast zbudowano później. Obszerną przestrzeń ścian ponad łukami wypełnia cykl fresków, pochodzących z końca XIII i początku XIV wieku, namalowanych przez Deodata Orlandiego, malarza z Lukki, który wówczas pracował w Pizie. Niektóre partie malowideł zostały w ciągu wieków uszkodzone i obecnie nie są już czytelne. Program ikonograficzny fresków stanowią sceny z życia św. Piotra, począwszy od momentu powołania go przez Jezusa, poprzez epizody z Dziejów Apostolskich aż do jego męczeńskiej śmierci wspólnie ze św. Pawłem i złożenia ich obu do grobu. Cykl ten jest przypuszczalnie kopią podobnych fresków, znajdujących się w przedsionku dawnej, nieistniejącej już bazyliki św. Piotra w Watykanie. W maju 2000 roku ukończono restaurację tychże fresków. Poniżej scen z życia św. Piotra, tuż ponad łukami, ciągnie się inny cykl, na który składają się portrety papieży.

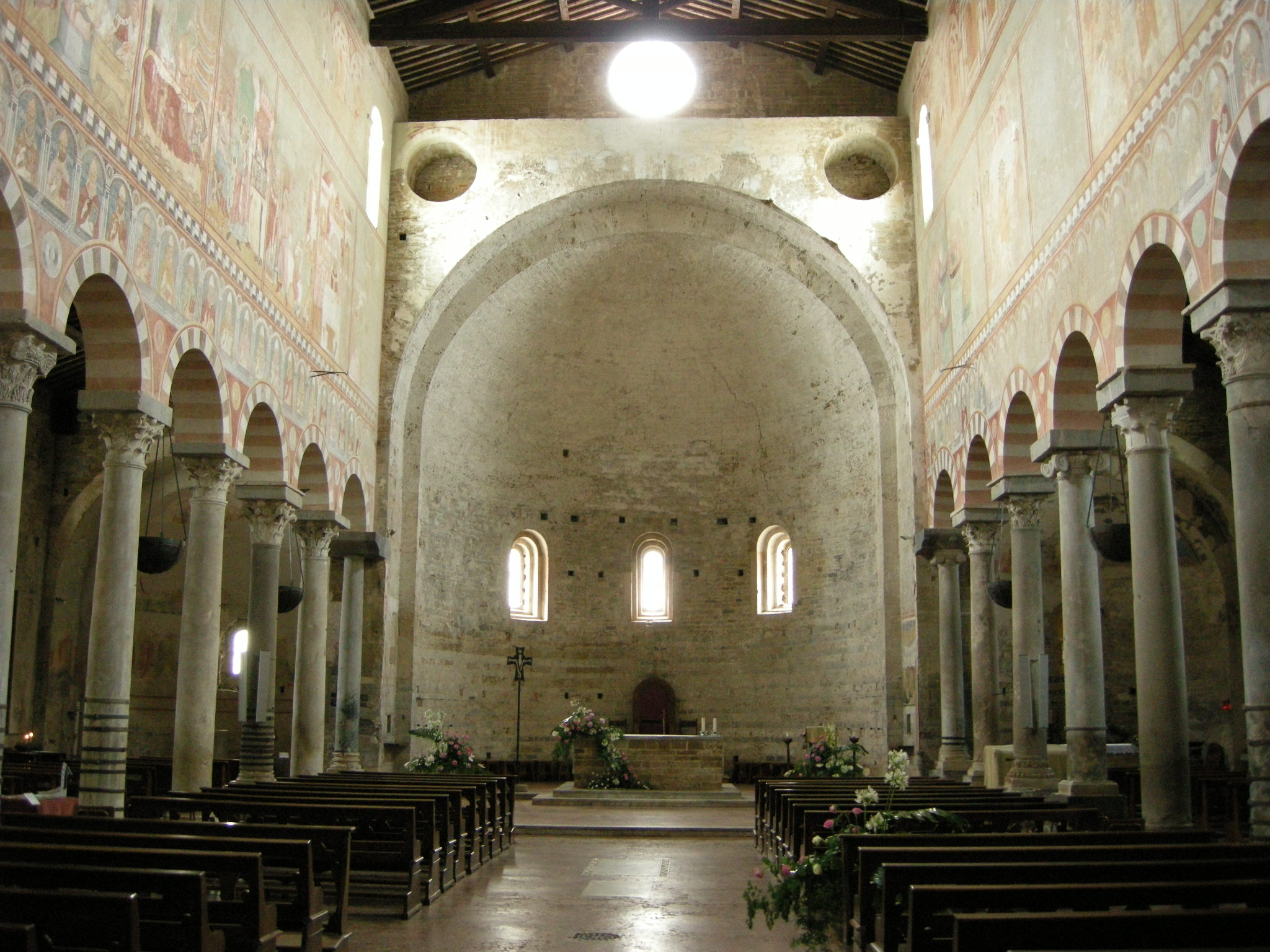
Wnętrze – nawa główna
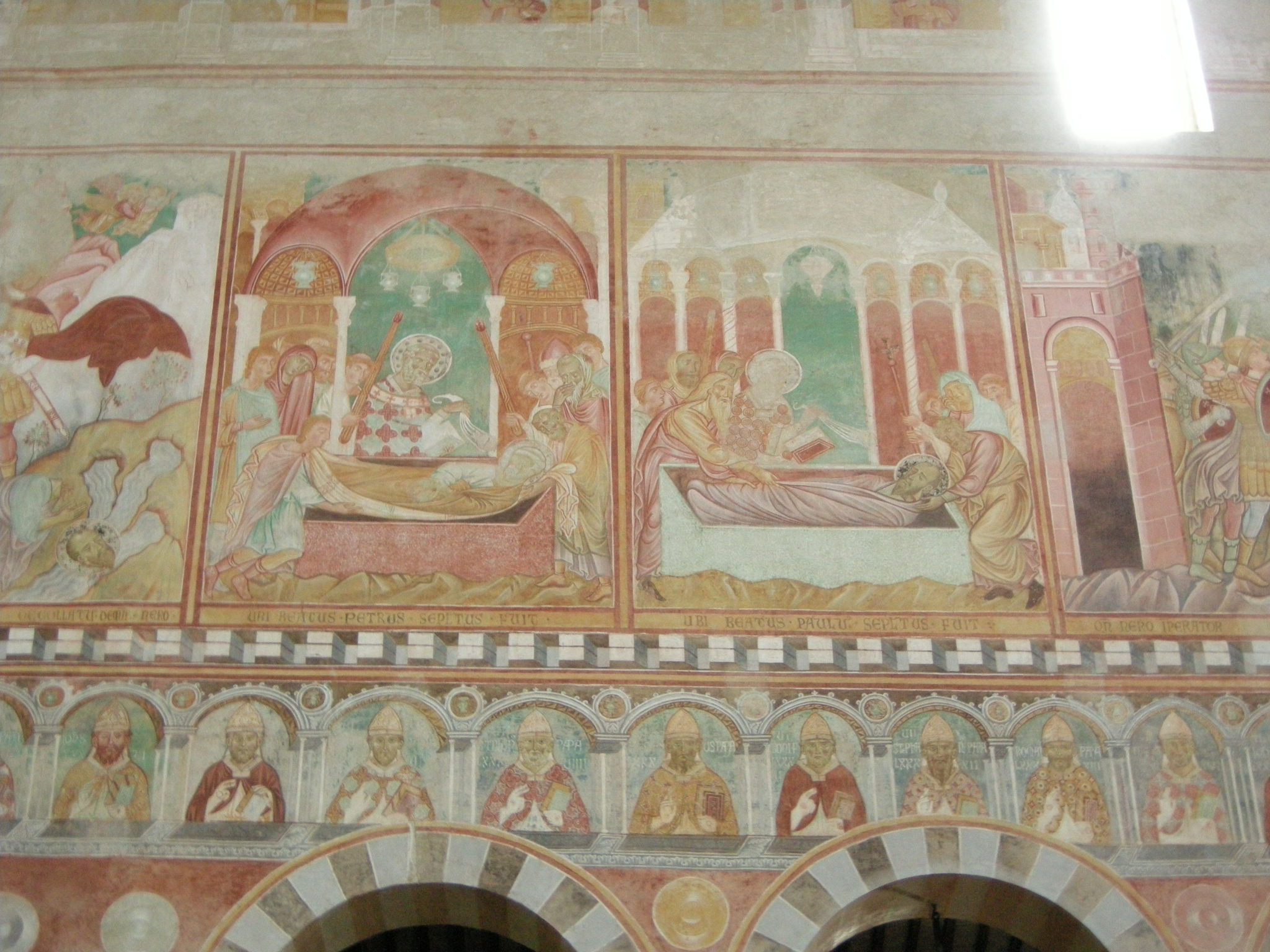
Złożenie św. Piotra do grobu i Złożenie św. Pawła do grobu
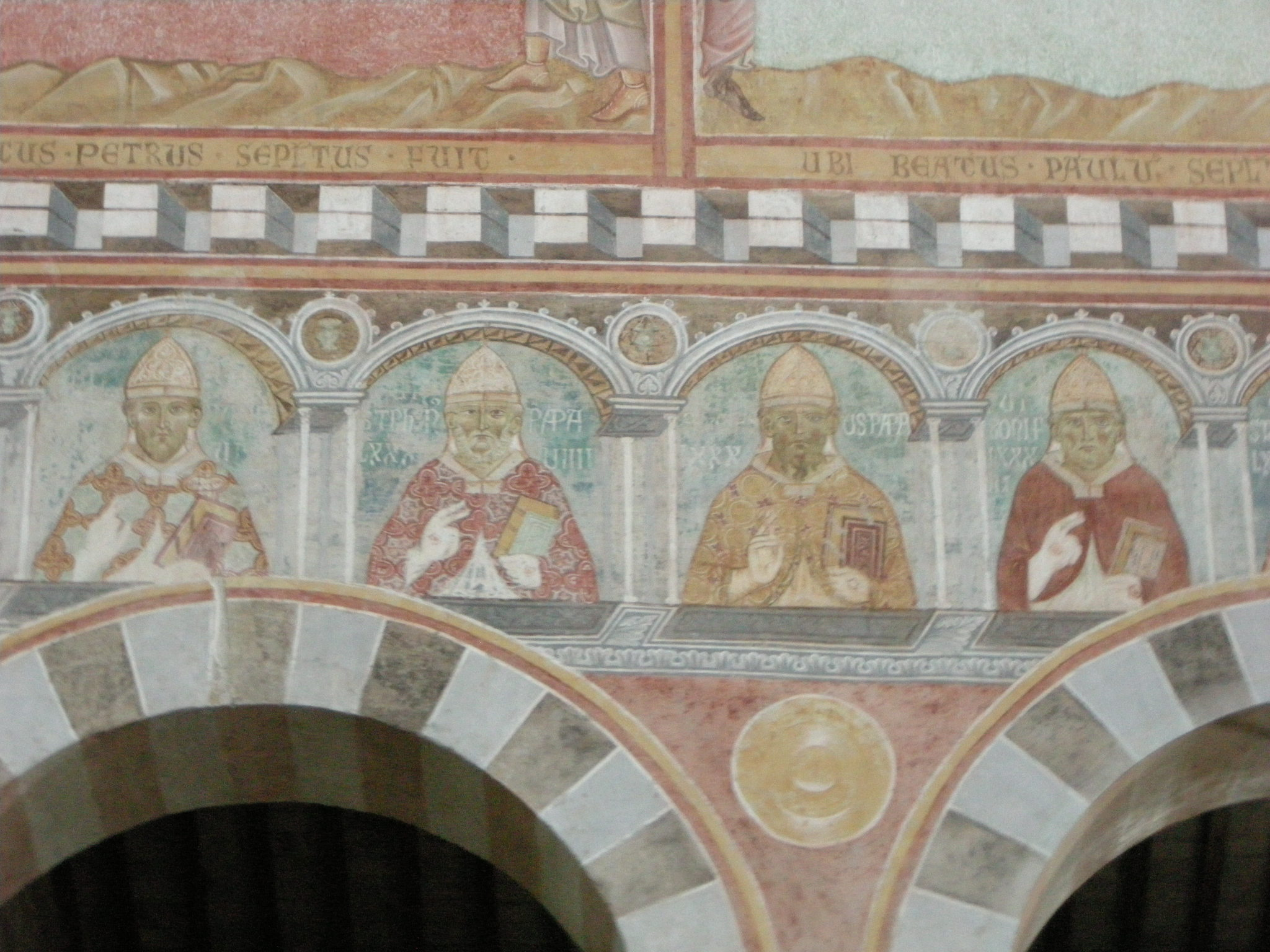
Portrety papieży
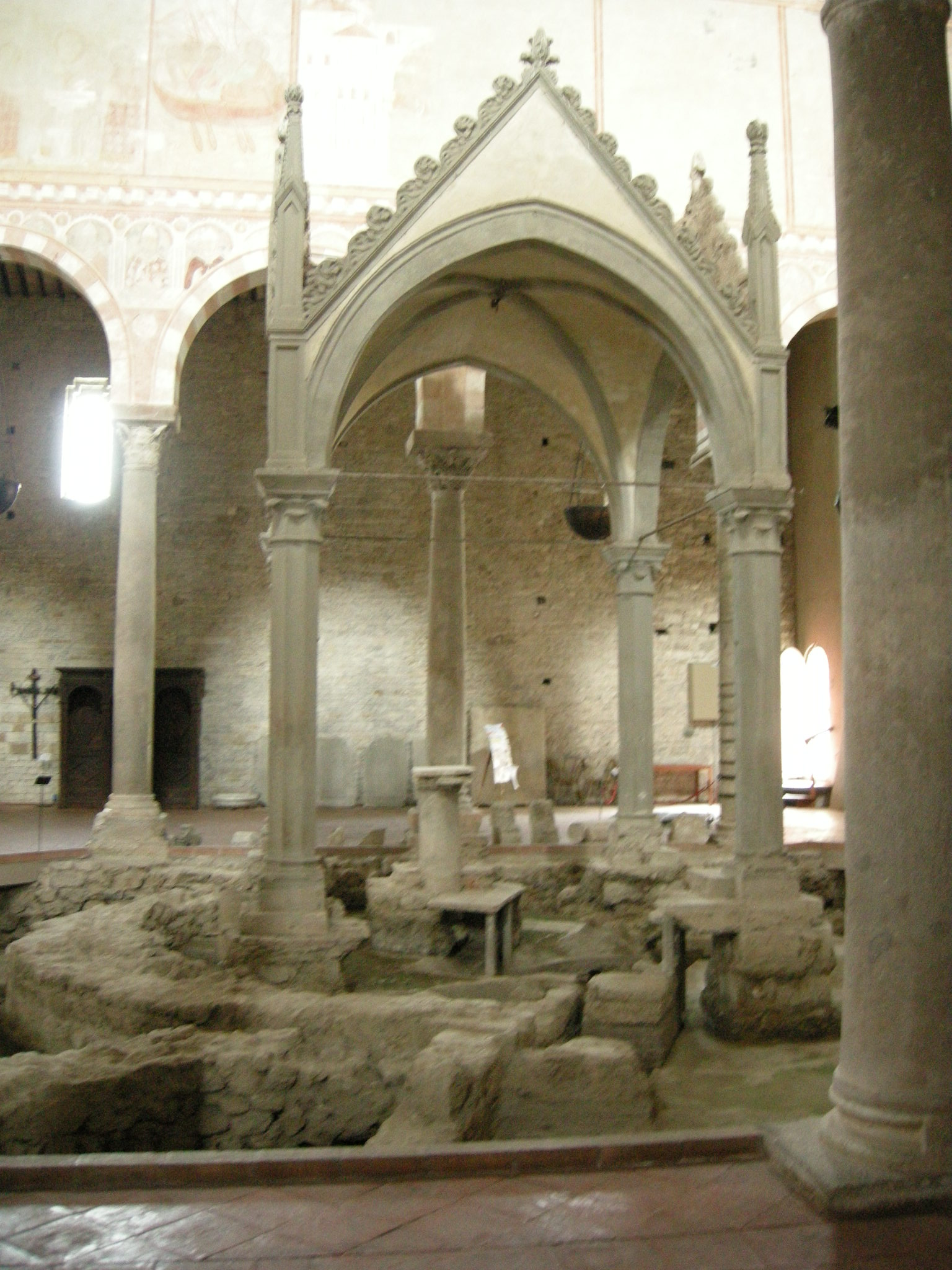
Cyborium z kolumną św. Piotra